# Gladiolus tshombeanus
Gladiolus tshombeanus är en irisväxtart som beskrevs av Paul Auguste Duvigneaud och Van Bockstal. Gladiolus tshombeanus ingår i släktet sabelliljor, och familjen irisväxter. Inga underarter finns listade i Catalogue of Life.